# Mago: la cruzada
Mago: la cruzada es un juego de rol basado en el juego de White Wolf Mago: la ascensión. En él se presenta un mundo idéntico al real, aunque más oscuro y en el que criaturas sobrenaturales presentadas en el folclore gótico se mezclan con los seres humanos sin que se sepa de su existencia, debido a que las mismas mantienen un voto de secretismo para su propia protección, en la que los magos, hombres dotados con el increíble poder de alterar la realidad con su fuerza de voluntad, se enfrentan en una guerra por el destino de toda la creación, llamada guerra de la ascensión.

## Mago: la cruzada
En esta versión del juego, veremos los orígenes de la guerra de la ascensión, en la época que nosotros conocemos como el Renacimiento, donde una nueva faceta de magia llamada tecnología, hace frente a la alta magia de la edad oscura y a la fe de las religiones en un choque brutal donde sólo una de las facciones saldrá ganadora

## Temática mística
El más importante punto de la temática de Mago: la ascensión es la noción que trajo el renacimiento a la vida de todos nosotros y que dentro de un contexto místico afectó de mayor forma a los magos dentro del juego: Destino, Suerte y libre albedrío, el cual nos enfrenta ante esta noción y la decisión de como se compone el universo a un nivel más personal y místico.

## Diferencias entreMago: la cruzadayMago: la ascensión
La principal diferencia entre ambos juegos, además del escenario, es el jugar con los dos bandos más representativos de la guerra de la ascensión en sus facetas más tempranas, que son las tradiciones y la tecnocracia (que para efectos dramáticos e históricos, se conoce como la orden de la razón), y que en esta edición fue donde se presentó por primera vez el concepto de resonancia, además de que se presenta la idea del avatar bajo el concepto natural y pagano del daemon

## Sistema de juego
Mago: la cruzada utiliza el sistema de juego original de White Wolf, el así llamado sistema narrativo.